# Hatamoto Taikutsu Otoko
Hatamoto taikutsu otoko (яп. 旗本退屈男 Хатамото тайкуцу отоко) или Скучающий Хатамото (англ. Bored Hatamoto) — японская медиа-франшиза, основанная на серии из цикла повестей Мицудзо Сасаки и включавшая в себя, на 2001 год, более 30 кинофильмов (начиная от немого кино 1930 года) и 6 телесериалов.

## Литературная основа
В основе франшизы лежат перечисленные ниже 11 повестей Мицудзо Сасаки, впервые опубликованные в литературном журнале «Литературный Клуб» (яп. 文芸倶楽部 Бунгэй курабу). Первая из повестей увидела свет в апреле 1929 года.
1. «Скучающий Хатамото» (яп. 旗本退屈男 Хатамото Тайкуцу Отоко)
2. «Скучающий Хатамото. Продолжение» (яп. 続旗本退屈男 Дзоку Тайкуцу Отоко)
3. «Следующий Скучающий Хатамото» (яп. 後の旗本退屈男 Нотино Тайкуцу Отоко)
4. «Скучающий Хатамото отправляется в Киото» (яп. 京へ上った退屈男 Кё: э нотта Тайкуцу Отоко)
5. (яп. 三河に現れた退屈男)
6. (яп. 身延に現れた退屈男)
7. (яп. 仙台に現れた退屈男)
8. (яп. 日光に現れた退屈男)
9. «Скучающий Хатамото снова в Эдо» (яп. 江戸に帰った退屈男 Эдо-ни каэтта Тайкуцу Отоко)
10. «Скучающий Хатамото покупает призрака» (яп. 幽霊を買った退屈男 Ю:рэй-о каутта Тайкуцу Отоко)
11. «Скучающий Хатамото отправляется в Замок Тиёда» (яп. 千代田城へ乗り込んだ退屈男 Тиёда-дзё: э нориконда Тайкуцу Отоко)

Жанр повестей можно отнести к политическому детективу в специфическом для страны и эпохи сеттинге и стилистике японской исторической драмы.
Заглавный герой цикла — самурай и хатамото эпохи Гэнроку (приблизительно 1690-е годы) Саотомэ Мондоносукэ (яп. 早乙女 主水之介), известный под прозвищем «Скучающий Хатамото» (яп. 旗本退屈男 Хатамото Тайкуцу Отоко), 33 лет от роду (в первой повести), с завидным для своего времени телосложением (рост 5 сяку 6 сунь, то есть около 170 см), франт и любитель расписных шёлковых кимоно.
Довольно зажиточен (1200 коку годового дохода), живёт в собственной усадьбе с младшей сестрой и семью слугами. Холост.
Мастер «двухстороннего» стиля фехтования Мороха-рю сэйган-кудзуси (яп. 諸羽流正眼崩し) и ряда других стилей, однако считает, что жизнь в эпоху Гэнроку (известную как «японский ренессанс») слишком спокойна для применимости его талантов, из чего и происходит «скука, от которой нет спасения» (яп. 退屈で仕方ない тайкуцу дэ сикатанай).
Неподкупен, предан сёгунату, беспощаден к заговорщикам и продажным чиновникам любого уровня; при этом милостив и приветлив к людям низкого положения. Пользуется уважением жителей столицы, в шутку называющих его «Его Скучающая Светлость» (яп. 退屈の殿様 Тайкуцу-но тоно-сама).
Особой его приметой является широкий серпообразный шрам на лбу, называемый в оригинале букв. «шрам на лбу (как знак) высочайшего разрешения» (яп. 天下御免の向こう傷 Тэнкагомэн-но муко:кидзу), и служащий по соизволению сёгуна знаком положения Саотомэ «над законом», своего рода «лицензии на убийство». Рана на лбу была получена Мондоносукэ при защите сёгуна от семи самураев из Тёсю; история и смысл дарования ему такой «лицензии» впервые кратко излагается в 4-й повести литературной серии. История получения шрама не освещалась в киноэкранизациях, однако ей был посвящён эпизод сериала с Кинъей Китаодзи в главной роли.

## Кинофильмы
Экранизация повестей Мицудзо Сасаки о Скучающем Хатамото была начата вскоре после опубликования первой из них актёром и продюсером Утаэмоном Итикавой в созданной им ранее кинокомпании Ichikawa Utaemon Productions. С 1930 по 1935 год кинокомпанией было снято 7 немых фильмов об этом герое. Позже экранизации были продолжены уже по звуковой технологии на киностудиях Shochiku (2), Shinkō Kinema (1), Toyoko (2) и созданной с участием Итикавы кинокомпании Toei (18 фильмов).
Всего было снято 30 кинофильмов о Скучающем Хатамото; во всех них заглавная роль была сыграна Утаэмоном Итикавой. Последний раз он воплотил своего «фирменного» персонажа для большого экрана незадолго до своей отставки из кино и с поста директора производства Toei, в 1963 году.
В фильмах 1957—1960 годов второплановую роль пажа хатамото играл дебютировавший незадолго до того в кино сын актёра Кинъя Китаодзи, позже унаследовавший главную роль у отца и игравший её в сериалах 1988—1994 и 2001 годов.
| Год  | Японское название                         | Транслитерация                                                       | Английское название                                                                                  | Русское название                                         |
| ---- | ----------------------------------------- | -------------------------------------------------------------------- | --- | -------------------------------------------------------- |
| 1930 | 旗本退屈男                                | Hatamoto Taikutsu Otoko                                              | | Скучающий Хатамото                                       |
| 1930 | 京へ上がった退屈男                        |                                                                      | |                                                          |
| 1931 | 仙台に現はれた退屈男                      |                                                                      | |                                                          |
| 1931 | 江戸へ帰った退屈男                        |                                                                      | |                                                          |
| 1933 | 爆走する退屈男                            | Bakusō suru taikutsu otoko                                           | |                                                          |
| 1935 | 中仙道を行く退屈男                        | Nakasendō o yuku taikutsu otoko                                      | |                                                          |
| 1935 | 中仙道を行く退屈男 後篇十万石を裁く退屈男 | Nakasendō o yuku Taikutsu Otoko 2: Jūmangoku o sabaku Taikutsu Otoko | |                                                          |
| 1937 | 富士に立つ退屈男                          |                                                                      | |                                                          |
| 1938 | 宝の山に入る退屈男                        | Takara no san ni iru Taikutsu Otoko                                  | | Скучающий Хатамото и гора сокровищ                       |
| 1950 | 旗本退屈男捕物控 七人の花嫁               | Hatamoto Taikutsu Otoko torimonokō: Shichinin no Hanayome            | | Дела Скучающего Хатамото: Невеста семерых                |
| 1950 | 旗本退屈男捕物控 毒殺魔殿                 | Hatamoto Taikutsu Otoko torimonokō: Dokusatsu Maden                  | | Дела Скучающего Хатамото: Отравления в Дьявольском Замке |
| 1951 | 旗本退屈男 唐人街の鬼                     | Hatamoto Taikutsu Otoko: Tōjingai no Oni                             | |                                                          |
| 1952 | 旗本退屈男 江戸城罷り通る                 | Hatamoto Taikutsu Otoko Edo-jō makaritōru                            | | Скучающий Хатамото идёт в Замок Эдо                      |
| 1953 | 旗本退屈男 八百八町罷り通る               | Hatamoto Taikutsu Otoko Happyakuyachō makaritōru                     | | Скучающий Хатамото проходится по всему Большому Эдо      |
| 1954 | 旗本退屈男 どくろ屋敷                     | Hatamoto Taikutsu Otoko: Dokuro Yashiki                              | |                                                          |
| 1954 | 旗本退屈男 謎の百万両                     | Hatamoto Taikutsu Otoko: Nazo no Hyakumanryō                         | | Скучающий Хатамото: Загадка миллиона золотых             |
| 1954 | 旗本退屈男 謎の怪人屋敷                   | Hatamoto Taikutsu Otoko: Nazo no Kaijin Yashiki                      | |                                                          |
| 1955 | 旗本退屈男 謎の伏魔殿                     | Hatamoto Taikutsu Otoko: Nazo no Fukumaden                           | |                                                          |
| 1955 | 旗本退屈男 謎の決闘状                     | Hatamoto Taikutsu Otoko: Nazo no Kettōjō                             | | Скучающий Хатамото: Загадочный вызов                     |
| 1956 | 旗本退屈男 謎の幽霊船                     | Hatamoto Taikutsu Otoko: Nazo no Yūreisen                            | | Скучающий Хатамото: Загадочный корабль-призрак           |
| 1957 | 旗本退屈男 謎の紅蓮搭                     | Hatamoto Taikutsu Otoko: Nazo no Gurentō                             | | Скучающий Хатамото: Загадка багрового груза              |
| 1957 | 旗本退屈男 謎の蛇姫屋敷                   | Hatamoto Taikutsuotoko: Nazo no Hebihime-Yashiki                     | The Idle Vassal: House of the Snake Princess / Bored Hatamoto: Riddle of the Snake Princess' Mansion | Скучающий Хатамото: Загадка Усадьбы Принцессы Змей       |
| 1958 | 旗本退屈男                                | Hatamoto Taikutsu Otoko                                              | Bored Hatamoto Samurai / Bored Samurai                                                               | Скучающий Хатамото                                       |
| 1959 | 旗本退屈男 謎の南蛮太鼓                   | Hatamoto Taikutsu Otoko: Nazo no Nanbandaiko                         | Bored Hatamoto: The Acrobats of Death / A Sword Against Intrigue                                     | Скучающий Хатамото: Загадка китайских клоунов            |
| 1959 | 旗本退屈男 謎の大文字                     | Hatamoto Taikutsu Otoko: Nazo no Oomoji                              | Bored Hatamoto: Letter of Death                                                                      | Скучающий Хатамото: Загадочный символ                    |
| 1960 | 旗本退屈男 謎の幽霊島                     | Hatamoto Taikutsu Otoko: Nazo no Yūreijima                           | | Скучающий Хатамото: Загадка Острова Призраков            |
| 1960 | 旗本退屈男 謎の暗殺隊                     | Hatamoto Taikutsu Otoko: Nazo no ansatsutai                          | |                                                          |
| 1961 | 旗本退屈男 謎の七色御殿                   | Hatamoto Taikutsu Otoko: Nazo no Shichishoku Goten                   | The Crescent Scarred Samurai / The Idle Vassal Tribute                                               | Скучающий Хатамото: Загадка радужного дворца             |
| 1962 | 旗本退屈男 謎の珊瑚屋敷                   | Hatamoto Taikutsu Otoko: Nazo no Sango Yashiki                       | | Скучающий Хатамото: Загадка коралловой усадьбы           |
| 1963 | 旗本退屈男 謎の龍神岬                     | Hatamoto Taikutsu Otoko: Nazo no Ryujin Misaki                       | Bored Hatamoto: The Mysterious Cape                                                                  | Скучающий Хатамото: Загадка Драконьего Мыса              |

## Телевизионные сериалы
- Hatatomo Taikutsu Otoko / «Скучающий Хатамото» (яп. 旗本退屈男) (1959)

В главной роли: Такэя Накамура
- Hatatomo Taikutsu Otoko / «Скучающий Хатамото» (яп. 旗本退屈男) (1970)

В главной роли: Хидэки Такахаси
- Hatatomo Taikutsu Otoko / «Скучающий Хатамото»[яп.] (NET TV, 2.10.1973 — 26.03.1974, еженедельный вечерний 90-минутный формат.
Сериал был повторен по каналу дзидайгэки Японского Спутникового Телевещания[яп.], начиная с августа 2010 года)

В главной роли: Утаэмон Итикава
- Мини-сериал Hatatomo Taikutsu Otoko / «Скучающий Хатамото»[яп.] (Fuji TV, 25.02.1973 — 3.03.1983, вечерний 105-минутный формат)

В главной роли: Микидзиро Хира
- Серия телефильмов Gozonji! Hatatomo Taikutsu Otoko / «Я знаю! Скучающий Хатамото!»[яп.] (TV Asahi совместно с Toei TV, 1988—1994; всего было снято 9 фильмов)

В главной роли: Кинъя Китаодзи, сын Утаэмона Итикавы. Кроме того, во второплановой роли слуги хатамото, воплощенного во всех кинофильмах о нём известным комедийным актёром Сюндзи Сакаи также снялся сын первого исполнителя, музыкант и актёр Масааки Сакаи.
- Мини-сериал Hatatomo Taikutsu Otoko / «Скучающий Хатамото»[яп.] (Toei, 31.07 — 6.11.2001, 10 эпизодов по 55 минут)

В главной роли: Кинъя Китаодзи

## Влияние образа на культуру
- Главный герой серии рассказов Дзюнъи Ёкоты[яп.] «Необычайные дела об убийствах» (яп. 奇想天外殺人事件) основан на образах и по сюжету является прямым потомком одновременно Саотоме Мондоносукэ и Джеймса Бонда[6].
- Образ Скучающего Хатамото используется в современном творчестве жанра японской гравюры укиё-э[7].